# Quebrada Taltal
Quebrada Taltal är ett periodiskt vattendrag i Chile.   Det ligger i regionen Región de Antofagasta, i den norra delen av landet, 900 km norr om huvudstaden Santiago de Chile.
Omgivningen kring Quebrada Taltal är ofruktbar med liten eller ingen växtlighet. Området är nästan obefolkat, med mindre än två invånare per kvadratkilometer.